# Feel Good Together
Feel Good Together è l'album d'esordio del gruppo musicale Drummer, side-project del batterista dei The Black Keys, Patrick Carney.

## Tracce
1. Lottery Dust – 3:21
2. Feel Good Together – 3:32
3. Serious Encounters – 4:43
4. Mature Fantasy – 4:19
5. Every Nineteen Minutes – 4:28
6. Good Golly – 3:29
7. Connect to Lounge – 4:31
8. Buddyscapes – 3:32
9. Diamonds to Shake – 3:33
10. Summer Control – 3:31

## Formazione
- Patrick Carney - basso
- Gregory Boyd - batteria
- Steve Clements - tastiere e voce
- Jon Finley - chitarra e voce
- Jamie Stillman - chitarra